# David Scott Daniell
David Scott Daniell (né le 1er juillet 1906 à Londres, mort le 29 août 1965) est un journaliste, historien, scénariste et auteur de romans anglais.

## Biographie
Il publie son premier roman en 1940 puis, pendant la Deuxième Guerre mondiale, est capitaine dans la Royal Engineers. Ses œuvres suivantes incluent des romans de fiction et de non fiction (dont plusieurs histoires de régiment) ainsi que des scénarios pour la télévision, le cinéma et la radio. Winston Churchill le choisit pour écrire l'histoire de son régiment, le 4e des Hussards de la reine (4th Queen's Own Hussars).

## Œuvre parue en France
(la première date est celle de la première édition originale)

### Romans pour la jeunesse
Série Cricketto (By Jiminy)
- 1962 : Cricketto de Napoli (By Jiminy). Hachette, coll. Nouvelle Bibliothèque rose no 129, 1963. Illustré par François Batet. Traduit par Jean Muray.
- 1963 : Cricketto dans l'île mystérieuse (By Jiminy ahoy !). Hachette, coll. Nouvelle Bibliothèque rose no 198, 1965. Ill. François Batet. Trad. Jean Muray.
- 1963 : Cricketto et le petit prince (Saved by Jiminy). Hachette, coll. Nouvelle Bibliothèque rose no 152, 1964. Ill. François Batet. Trad. Jean Muray.
- 1964 : Cricketto dans la forêt vierge (By Jiminy in the jungle). Hachette, coll. Nouvelle Bibliothèque rose no 288, 1968. Ill. François Batet. Trad. Jean Muray.
- 1966 : Cricketto chez les écossais (By Jiminy in the Highlands). Hachette, coll. Nouvelle Bibliothèque rose no 314, 1969. Ill. François Batet. Trad. Jean Muray.

Romans hors-série
- Rémi passe-partout. Ill. François Batet. Nouvelle Bibliothèque rose no 65, 1960
- Les Grandes Inventions (Great inventions). Ill. R. Ayton. O.D.E.J., 1962
- Voyage en Inde (Flight four : India). Images de Jack Matthew. O.D.E.J., 1962
- Israël, pays biblique et état moderne (Flight six : the Holy land). O.D.E.J., 1963
- Visite à Londres (The Ladybird book of London). Ill. John Berry. O.D.E.J., 1963

## Sources
- David Scott Daniell sur la Bibliothèque nationale de France
- David Scott Daniell sur WorldCat